# Mette Rasmussen

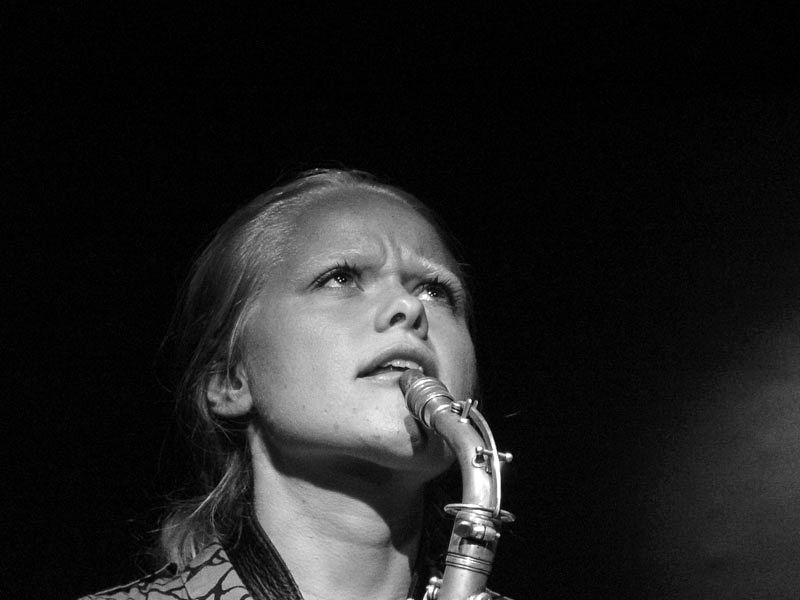
Mette Rasmussen (2012)

Mette Rasmussen (* 1988 in Aarhus) ist eine dänische Jazz- und Improvisationsmusikerin (Altsaxophon).

## Leben und Wirken
Rasmussen studierte zunächst Musik in Trondheim und Helsinki und arbeitete Anfang der 2010er-Jahre im Trio mit Kasper Tom Christiansen und Andreas Lang. 2014 spielte sie für das Label Efpi ein selbstbetiteltes Debütalbum mit ihrem Trio Riot ein, das aus dem britischen Tenorsaxophonisten Sam Andreae und dem Schweizer Schlagzeuger David Meier bestand, die sie 2009 in Helsinki kennenlernte.
In Brooklyn nahm sie 2013 im Duo mit dem Schlagzeuger Chris Corsano das Album All the Ghosts at Once (Relative Pitch) auf; 2014 trat sie mit Corsano im Jazzhus Montmartre im Rahmen des Kopenhagen Jazz Festival auf (Unseen Recordings); und in um Alan Wilkinson und Pat Thomas erweiterten Besetzung im Londoner Cafe Oto. Im Folgejahr trat sie mit Corsano und Georges Paul in Nordrhein-Westfalen auf. 2015 spielte sie in Stockholm im Fire! Orchestra (Ritual, Rune Grammofon, u. a. mit Susana Santos Silva, Mats Äleklint, Per Åke Holmlander, Per Texas Johansson, Lotte Anker, Mats Gustafsson, Jonas Kullhammar). 2017 legte sie das Trioalbum To the Animal Kingdom (Trost, 2017; mit Tashi Dorji und Tyler Damon) vor. Gemeinsam mit Petter Eldh, Val Jeanty und Savannah Harris bildete sie das experimentelle Quartett ØKSE, dessen gleichnamiges Album mit dem Deutschen Jazzpreis 2025 als „Album des Jahres international“ ausgezeichnet wurde.
Im Laufe ihrer bisherigen Karriere arbeitete Rasmussen u. a. auch mit Alan Silva, Tobias Delius, Rudi Mahall, Wilbert de Joode, Axel Dörner, John Edwards und Craig Taborn. Stilistisch bewegt sie sich im Bereich von improvisierter Musik, des Free Jazz und texturaler Klanggestaltung. Zu hören ist sie auch auf dem Album Om du reser mycket des Trondheim Jazz Orchestra und auf Ingebrigt Håker Flatens Album Breezy (2024).
Rasmussen lebt in Trondheim, das seit ein paar Jahren ihre Wahlheimat ist. An der dortigen Musikhochschule der NTNU arbeitete sie 2023 an ihrem akademischen Doktortitel. In normalen Jahren gibt sie nach eigenen Angaben jährlich weltweit etwa 150 Live-Konzerte, ist also 42 Prozent des Jahrs unterwegs.

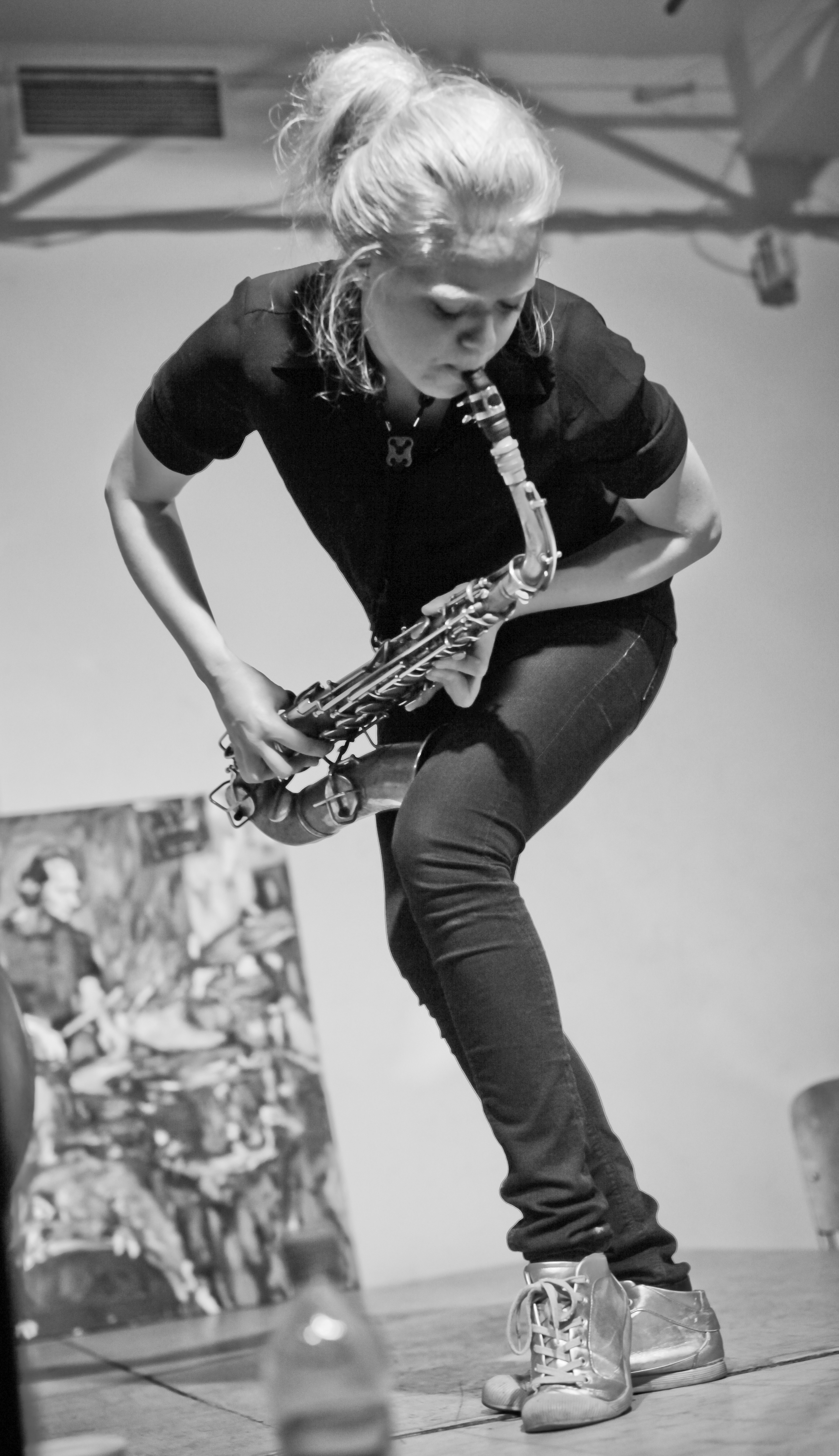
Mette Rasmussen (2014)

## Pressestimmen
„Wer je die Körperlichkeit von brachialem Energy-Playing gespürt hat, hier war sie unmittelbar,“ schrieb Julian Weber über ihren Auftritt beim Kopenhagen Jazz Festival in der tageszeitung.

## Diskographische Hinweise
- Jooklo Duo & Mette Rasmussen: Graz Live! (Insula Jazz, 2018)
- Mette Rasmussen & Julien Desprez: The Hatch (2019)
- Gard Nilssen’s Supersonic Orchestra: If You Listen Carefully the Music Is Yours (Odin, 2020)
- Mette Rasmussen, Paul Flaherty, Zach Rowden, Chris Corsano: Crying in Space (Relative Pitch, 2022)
- Mats Gustafsson & Fire! Orchestra: Echoes (Rune Grammofon, 2023)
- ØKSE: ØKSE (Backwoodz Studioz, 2024 mit Val Jeanty, Petter Eldh, Savannah Harris,)